# Konstantin Wałuchin
Konstantin Nikołajewicz Wałuchin (ros. Валухин Константин Николаевич, ur. 1901 w Ałatyrze, zm. 22 czerwca 1940) – radziecki polityk i funkcjonariusz służb specjalnych, kapitan bezpieczeństwa państwowego ZSRR.

## Życiorys
1920 zmobilizowany do Armii Czerwonej, ukończył szkołę wojskową karabinów maszynowych i został dowódcą oddziału karabinów maszynowych specjalnego przeznaczenia 2 Armii Zapasowej, potem był sekretarzem Wydziału Specjalnego 4 Piotrogrodzkiej Dywizji Kawalerii. 
Później przeszedł do pracy w Czece/GPU, był politrukiem Politycznego Sekretariatu Wojsk GPU Północnego Kaukazu, a w 1925 zastępcą szefa Wydziału Specjalnego 6 Specjalnej Brygady Kawalerii, pełnomocnikiem Wydziału Specjalnego OGPU Północnokaukaskiego Okręgu Wojskowego. 1924 wstąpił do RKP(b). Od września 1925 do stycznia 1927 kursant Wyższej Szkoły Pogranicznej OGPU ZSRR, po czym do stycznia 1934 był kolejno pełnomocnikiem i zastępcą szefa Wydziału Specjalnego 9 Dońskiej Dywizji Kawalerii, zastępcą szefa Oddziału I, szefem Oddziału I i Oddziału II Wydziału Specjalnego OGPU Północnokaukaskiego Okręgu Wojskowego. 
Od 19 stycznia 1934 do 10 czerwca 1936 zastępca szefa Wydziału Specjalnego Pełnomocnego Przedstawicielstwa OGPU na Północnym Kaukazie/Zarządu Bezpieczeństwa Państwowego (UGB) Zarządu NKWD w Kraju Północnokaukaskim, od 31 stycznia 1936 w stopniu starszego porucznika bezpieczeństwa państwowego. Od 10 czerwca do 14 grudnia 1936 zastępca szefa Wydziału Specjalnego UGB Zarządu NKWD w Kraju Północnokaukaskim, od 14 grudnia 1936 do 3 maja 1937 szef Wydziału V (Specjalnego) UGB NKWD w Kraju Północnokaukaskim, 20 grudnia 1936 mianowany kapitanem bezpieczeństwa państwowego. Od maja do sierpnia 1938 zastępca szefa Zarządu NKWD w Kraju Ordżonikidzewskim (obecnie miasto Ordżonikidze nosi nazwę Władykaukaz), od 19 sierpnia 1937 do 30 kwietnia 1938 szef Zarządu NKWD w obwodzie omskim. 
Następnie pracował jako funkcjonariusz partyjny, od 27 kwietnia do 15 czerwca 1938 p.o. I sekretarza, a od 19 czerwca 1938 do 10 stycznia 1939 I sekretarz Komitetu Obwodowego WKP(b) w Swierdłowsku. Od lutego do maja 1939 zarządca zakładu przetwórstwa mięsnego. 
Deputowany do Rady Najwyższej ZSRR 1 kadencji. 19 grudnia 1937 odznaczony Orderem Lenina. Nagrodzony również odznaką "Honorowy Funkcjonariusz Czeki/GPU" (8 kwietnia 1934) i dwukrotnie bronią honorową (1931 i 1932). 
29 maja 1939 aresztowany, 9 maja 1940 skazany przez Kolegium Wojskowe Sądu Najwyższego ZSRR na karę śmierci, następnie rozstrzelany.